# Case Keenum
Casey Austin Keenum (Abilene, 17 febbraio 1988) è un giocatore di football americano statunitense che milita nel ruolo di quarterback per i Chicago Bears della National Football League (NFL).

## Carriera universitaria
Keenum al college giocò a football dal 2007 al 2011 all'Università di Houston. Con i Cougars stabilì numerosi record, in particolare alla fine della stagione 2022 era ancora leader di tutti i tempi della NCAA per yard passate, touchdown e passaggi completati. Nella stagione 2008, Keenum si classificò primo a livello nazionale per yard passate, venendo premiato come All-American da diverse pubblicazioni. È l'unico quarterback della Division I della FBS ad aver passato più di 5.000 yard in ognuna delle sue tre stagioni. Nel 2009 e nel 2011 vinse il Sammy Baugh Trophy come miglior passatore nel college football.
Statistiche
| Anno   | Passaggi | Passaggi | Passaggi | Passaggi | Passaggi | Passaggi |  | Corse | Corse | Corse |
| Anno   | Comp     | Ten      | Yard     | TD       | Int      | Rat      |  | Ten   | Yard  | TD    |
| ------ | -------- | -------- | -------- | -------- | -------- | -------- |  | ----- | ----- | ----- |
| 2007   | 187      | 273      | 2,259    | 14       | 10       | 147.6    |  | 103   | 412   | 9     |
| 2008   | 397      | 589      | 5,020    | 44       | 11       | 159.9    |  | 76    | 221   | 7     |
| 2009   | 492      | 700      | 5,671    | 44       | 15       | 154.8    |  | 60    | 158   | 4     |
| 2010   | 42       | 64       | 636      | 5        | 5        | 159.3    |  | 4     | 71    | 0     |
| 2011   | 428      | 603      | 5,631    | 48       | 5        | 174.0    |  | 57    | 35    | 3     |
| Totale | 1,546    | 2,229    | 19,217   | 155      | 46       | 160.6    |  | 300   | 897   | 23    |

## Carriera professionistica

### Draft 2012
Malgrado i successi nel football universitario, si prevedeva che Keenum non sarebbe stato selezionato come una scelta dei primi giri nel Draft NFL 2012, a causa della sua relativamente bassa statura (185 cm), del fatto di aver sempre giocato in schemi con molti ricevitori (la cosiddetta "spread offense"), e del grave infortunio che lo aveva tenuto fermo quasi un'intera stagione. Durante il draft non venne infatti selezionato.

### Houston Texans
Dopo il draft, firmò con i Texans della nativa Houston, passando la sua prima stagione nella squadra di allenamento. Dopo aver iniziato la stagione 2013 come terzo quarterback nelle gerarchie della squadra dietro Matt Schaub e T.J. Yates, nella settimana 6 Schaub si infortunò e Keenum fu nominato titolare dei Texans per la gara della settimana 7 contro gli imbattuti Kansas City Chiefs. Il quarterback non sfigurò completando 15 passaggi su 25 tentativi per 271 yard e un touchdown per l'altro rookie DeAndre Hopkins, con un ottimo passer rating di 110,6, ma Houston fu sconfitta 16-17. Dopo la settimana di pausa, malgrado Schaub si fosse ristabilito, Keenum fu confermato come titolare e giocò nuovamente bene passando 350 yard e 3 touchdown, tutti per Andre Johnson, contro gli Indianapolis Colts, ma i Texans furono sconfitti sprecando un vantaggio di 18 punti. La settimana successiva i Texans persero ancora per un soffio contro gli Arizona Cardinals malgrado le 201 yard passate e i 3 touchdown del quarterback.
Nella settimana 11, Keenum partì come titolare contro gli Oakland Raiders ma nel corso del terzo quarto fu sostituito a sorpresa dall'allenatore Gary Kubiak con Schaub, una mossa che fece infuriare i tifosi e non servì tuttavia a vincere la partita. Tornò tuttavia a partire come titolare la domenica seguente ma giocò la sua peggior prestazione fino a quel momento, passando 169 yard con un intercetto, e Houston fu sconfitta dai Jacksonville Jaguars, la squadra col peggior record della lega. La decima sconfitta consecutiva dei Texans giunse nella settimana 13 contro i New England Patriots in cui Keenum passò 272 yard, segnò un touchdown su corsa e subì un intercetto. La domenica successiva un'altra partita persa contro i Jaguars costò il posto all'allenatore Gary Kubiak, che nel terzo quarto aveva sostituito Keenum con Schaub. Il nuovo allenatore ad interim Wade Phillips annunciò che Case sarebbe rimasto il titolare per il resto della stagione ma questi subì un infortunio al pollice della mano destra che lo costrinse a saltare le ultime due partite della stagione. La stagione di Keenum si concluse così con 1.760 yard passate, 9 touchdown e 6 intercetti subiti in otto presenze, tutte come titolare.
Il 31 agosto 2014 Keenum fu svincolato dai Texans per far spazio al quarterback Ryan Mallett proveniente dai New England Patriots.

### St. Louis Rams
Il giorno seguente, Keenum firmò coi St. Louis Rams per sopperire all' infortunio che aveva posto fine alla stagione del quarterback titolare Sam Bradford. Fu svincolato il 28 ottobre per fare posto nel roster per il neo-acquisto Mark Barron ma firmò nuovamente due giorni dopo per fare parte della squadra di allenamento.

### Ritorno ai Texans
Il 15 dicembre 2014, Keenum firmò per fare ritorno ai Texans a causa dell'infortunio subito il giorno precedente dal quarterback Ryan Fitzpatrick, fuori per tutta la stagione per una frattura della gamba, venendo subito nominato titolare per la penultima gara della stagione contro i Ravens in cui ottenne la prima vittoria in carriera dopo le otto sconfitte dell'anno precedente. La sua gara terminò con 185 yard passate e un intercetto subito. Houston vinse anche sette giorni dopo contro i Jaguars ma la contemporanea vittoria dei Ravens sui Browns li escluse dai playoff. Keenum chiuse quella sfida con 250 yard passate, 2 touchdown e un intercetto.

### Ritorno ai Rams
Il 10 marzo 2015, Keenum tornò ai Rams, che lo scambiarono con una scelta del settimo giro del Draft 2016, per essere il sostituto del quarterback titolare, Nick Foles. Il 17 novembre 2015, dopo due sconfitte consecutive che fecero scendere St. Louis a un record di 4-5, Keenum fu annunciato come nuovo titolare al posto di Foles per la gara contro i Ravens, in cui disputò una prova negativa, con 12 passaggi completati su 26 per 136 yard, un passaggio da touchdown e tre fumble, di cui due persi. In quella partita subì inoltre una commozione cerebrale che gli impedì di esser in campo nei due turni successivi. Tornò nella settimana 14, interrompendo una striscia di cinque sconfitte consecutive dei Rams con una vittoria sui Lions. La seconda vittoria consecutiva giunse quattro giorni dopo nella gara dei giovedì contro i Buccaneers, in cui completò 14 passaggi su 17 per 324 yard e 2 touchdown nell'ultima gara casalinga dei Rams a St. Louis prima del trasferimento a Los Angeles. Nella settimana 16 il club vinse ancora, espugnando per la prima volta il campo di Seattle dai playoff del 2004, in una gara cui Keenum passò 103 yard e un touchdown. La sua annata si chiuse con 828 yard passate, 4 touchdown e un intercetto subito.
Nel 2016 i Rams, tornati a Los Angeles, scelsero come primo assoluto nel Draft il quarterback Jared Goff ma fu Keenum ad essere nominato titolare per l'inizio della stagione regolare. Dopo una netta sconfitta contro i 49ers nella prima partita, in cui la sua squadra non segnò nemmeno un punto, i Rams vinsero tre partite consecutive, contro Seattle, Tampa Bay e Arizona. Nella sconfitta della settimana 6 contro i Detroit Lions, Keenum stabilì un record di franchigia con 19 passaggi completati consecutivamente. La settimana seguente contro i Giants al Twickenham Stadium, Keenum fu intercettato quattro volte e New York vinse per 17-10. A fine gara tuttavia, l'allenatore Jeff Fisher annunciò la sua decisione di mantenere Keenum come titolare della squadra. Tuttavia, il 15 novembre 2016, Keenum fu sopravanzato da Jared Goff nelle gerarchie per la gara contro i Miami Dolphins.

### Minnesota Vikings

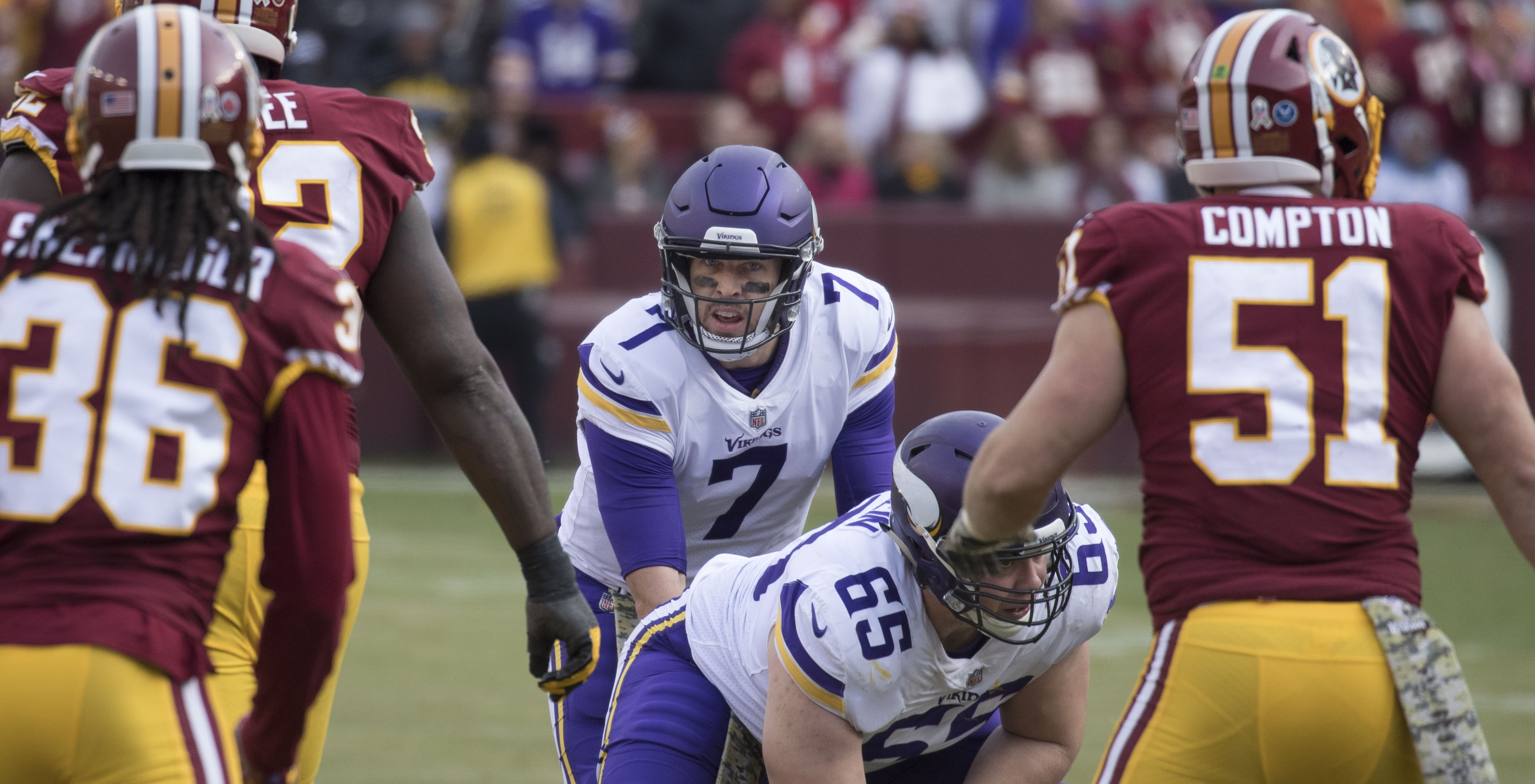
Keenum dietro il centro contro i Redskins nel 2017

Il 31 marzo 2017, Keenum firmò un contratto di un anno con i Minnesota Vikings. Nel secondo turno della stagione, con Sam Bradford tenuto precauzionalmente in panchina per un problema al ginocchio, fu nominato titolare per la gara contro i Pittsburgh Steelers in cui la sua squadra fu sconfitta per 26-9. La settimana successiva Keenum disputò una delle migliori gare in carriera completando 25 passaggi su 33 per 369 yard e 3 touchdown per un passer rating di 124,1 nella vittoria interna sui Tampa Bay Buccaneers per 34-17.

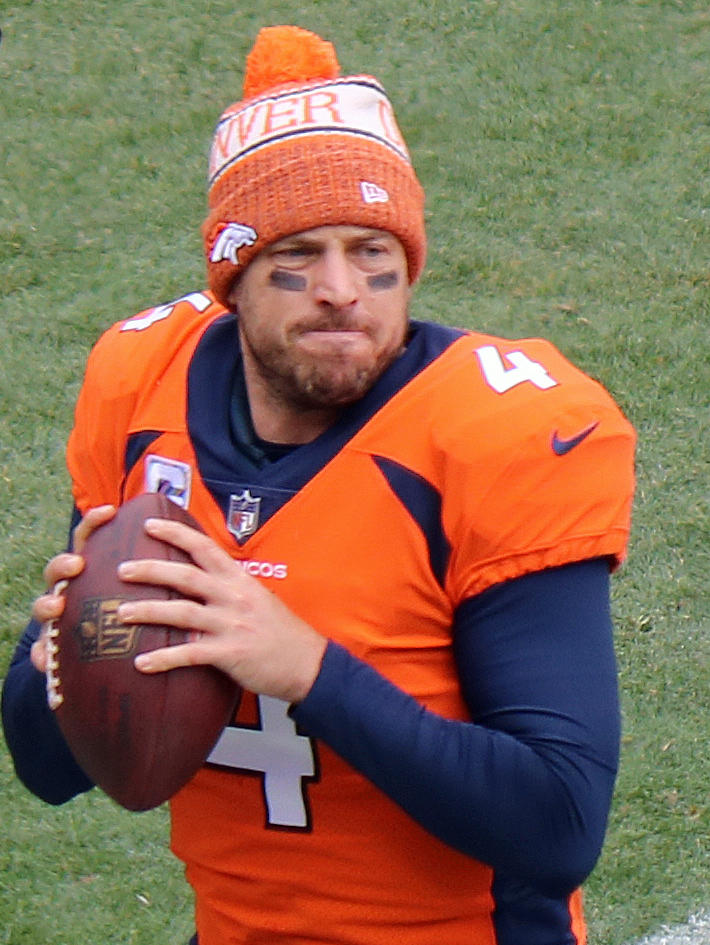
Keenum nel 2018

Bradford tornò titolare nella settimana 5 ma la sua gara durò meno di due quarti prima di riaggravare l'infortunio al ginocchio, così Keenum subentrò guidando i Vikings alla vittoria nel Monday Night Football contro i Chicago Bears con 17 passaggi completati su 21, per 140 yard e un touchdown. Nel decimo turno contro i Washington Redskins passò un nuovo primato personale di 4 touchdown, terminando con un passer rating di 117,0 nella vittoria per 38-30, venendo premiato come quarterback della settimana. Il 23 novembre, nella gara del Giorno del Ringraziamento, Keenum guidò Minnesota alla sesta vittoria consecutiva nella gara esterna contro i Detroit Lions, passando 282 yard e 2 touchdown, oltre al primo stagionale su corsa. Alla fine di novembre Keenum fu premiato come miglior giocatore offensivo della NFC del mese, in cui guidò i Vikings a un record di 3-0, con 7 touchdown e 2 intercetti subiti.
Con 2 touchdown passati nella settimana 15, Keenum guidò la squadra alla vittoria sui Cincinnati Bengals e alla matematica conquista della NFC North division. La migliore stagione regolare della carriera si concluse con 3.547 yard passate, 22 touchdown passati e 7 intercetti subiti, con un record come titolare di 11-3.  Il 14 gennaio 2018, nel divisional round dei playoff contro i New Orleans Saints, Keenum passò il touchdown della vittoria in rimonta, con un lancio da 61 yard per Stefon Diggs durante gli ultimi secondi di gioco, portando i Vikings in finale di conference in una giocata divenuta nota come Minneapolis Miracle.

### Denver Broncos
Il 14 marzo 2018 Keenum firmò un contratto biennale del valore di 36 milioni di dollari con i Denver Broncos. Nell'unica annata in Colorado disputò come titolare tutte le 16 partite con un nuovo primato personale di 3.890 yard passate ma anche col secondo peggior risultato della NFL con 15 intercetti subiti. I Broncos non si qualificarono per i playoff.

### Washington Redskins
Il 7 marzo 2019, i Broncos cedettero Keenum assieme a una scelta del settimo giro ai Washington Redskins per una scelta del sesto giro del draft. Preferito come titolare a inizio stagione al rookie Dwayne Haskins, nel quarto turno, dopo un'altra prova poco convincente, fu sostituito nel primo tempo. Tornò a scendere in campo come titolare nel sesto turno dopo il licenziamento dell'allenatore Jay Gruden, portando i Redskins alla prima vittoria stagionale contro i Miami Dolphins. Durante la settimana 8 contro i suoi ex Vikings, Keenum lanciò 130 yard prima di lasciare il campo per una commozione cerebrale. Senza di lui i Redskins persero per 19-9. Nel penultimo turno contro i Giants, Keenum entrò nel terzo quarto dopo che Haskins si infortunò alla caviglia, passando un touchdown e segnandone uno su corsa nella sconfitta ai tempi supplementari. Rimase titolare anche nell'ultima partita che risultò in una netta sconfitta contro i Cowboys. In dieci gare nel 2019, il quarterback passò 1.707 yard, 11 touchdown e 5 intercetti.

### Cleveland Browns
Il 16 marzo 2020 Keenum firmò con i Cleveland Browns un contratto triennale del valore di 18 milioni di dollari per fungere da riserva di Baker Mayfield. Nella settimana 7 della stagione 2021, con Mayfield infortunato, Keenum partì come titolare nella gara contro i Broncos passando 199 yard e un touchdown nella vittoria per 17-14.

### Buffalo Bills
Il 20 marzo 2022 i Browns scambiarono Keenum con i Buffalo Bills per una scelta del settimo giro del Draft NFL 2022. Tale scambio lo riunì con Stefon Diggs, suo compagno nel Minneapolis Miracle, a Buffalo dal 2020. Rimase ai Bills una sola stagione, come riserva di Josh Allen, disputando due spezzoni di partita.

### Ritorno ai Texans
Il 13 marzo 2023 Keenum firmò un contratto biennale del valore di 6,25 milioni di dollari per fare ritorno ai Texans. Nel quindicesimo turno partì come titolare al posto dell'infortunato C.J. Stroud, passando 229 yard, un touchdown e un intercetto nella vittoria ai tempi supplementari contro i Tennessee Titans.

### Chicago Bears
Il 4 aprile 2025 Keenum firmò con i Chicago Bears.

## Palmarès
- Giocatore offensivo della NFC del mese: 1

novembre 2017
- Quarterback della settimana: 1

10ª del 2017